# Thomas H. Ruger
Thomas Howard Ruger (Lima, 2 aprile 1833 – Stamford, 3 giugno 1907) è stato un generale statunitense.
Fu provvisoriamente governatore della Georgia per sei mesi dopo la destituzione di Charles J. Jenkins.

## Biografia
Nacque nello Stato di New York nel 1833, per poi trasferirsi colla famiglia sulla frontiera del Wisconsin. Si laureò a West Point nel 1854 e venne ammesso nell'esercito degli Stati Uniti come secondo tenente, salvo dimettersi l'anno successivo per diventare avvocato dopo un periodo di stanza a New Orleans.
Allo scoppio della guerra civile americana si riarruolò, venendo assegnato al 3º Reggimento Volontari del Wisconsin. Combatté in molte battaglie come Chancellorsville, Antietam, Bull Run e Gettysburg. Partecipò poi alla repressione dei disordini di New York, e alla fine della guerra le sue azioni gli valsero la promozione a maggior generale.
Dopo il termine del conflitto rimase negli Stati del Sud per tenerli sotto controllo; dapprima in Carolina del Sud, nel 1868 venne dirottato in Georgia quando il governatore Charles J. Jenkins tentò di ribellarsi all'autorità nordista, venendo subito destituito da George G. Meade, che nominò proprio Ruger governatore militare della Georgia. Durante i suoi mesi di governo si occupò di agire secondo le direttive di Washington, attuando l'emancipazione degli schiavi e trasferendo la capitale dello Stato da Milledgeville ad Atlanta.
Thomas Ruger si ritirò all'elezione del repubblicano Rufus Bullock, e negli anni successivi continuò a scalare i ranghi dell'esercito, divenendo direttore dell'Accademia di West Point e uno dei comandanti statunitensi durante le ultime guerre indiane (in particolare nel conflitto contro i Crow). Ritiratosi nel 1897, morì dieci anni più tardi in Connecticut.